# Seznam hrvaških violinistov
Seznam hrvaških violinistov.

## B
- Zlatko Baloković

## Č
- Bojan Čičić

## F
- Vladimir First

## J
- Ivan Mane Jarnović

## K
- Josip Klima
- Goran Končar
- Franjo Krežma
- Ivo Kviring

## M
- Vladislav Marković
- Miroslav Miletić

## P
- Kristijan Petrović
- Igor Pomykalo

## R
- Marko Ramljak

## S
- Tamara Smirnova Šajfar
- Ljerko Spiller

## Š
- Miroslav Šlik
- Stjepan Šulek